# Knjiga o Theli
Knjiga o Theli pjesma je Williama Blakea, koja je nastala 1789. i smatra se da ju je Blake počeo pisati godinu dana ranije. Blake ju je ilustrirao tehnikom dubokog tiska. U usporedbi s njegovim kasnijim proročkim knjigama pjesma je relativno kratka i lako razumljiva. Pisana je u četrnaestercima. Prethodila joj je pjesma Tiriel, koja je ostala u Blakeovu rukopisu. Nekoliko stihova iz Tiriel bilo je uvršteno u Knjigu o Theli. Veći dio pjesme nije u rimi.
Knjiga se sastoji od osam bakroreza nastalih iluminiranim tiskom. Zna se za šesnaest primjeraka izvornog tiska nastalih između 1789. i 1793. godine. Tri primjerka na kojima je vodeni žig "1815." detaljnije su obojeni od ostalih.

## Thelin moto
| Engleski izvornik Does the Eagle know what is in the pit? Or wilt thou go ask the Mole: Can Wisdom be put in a silver rod? Or Love in a golden bowl? |  | Prepjev na hrvatski Znade li Orao što je u rupi? Il će Krtica o tom nešto znati? Zar štap srebrni svu Mudrost sadrži? U pehar zlatni zar će Ljubav stati? |

Thelin moto može se interpretirati kao Blakeovo odbacivanje Anglikanske crkve. “Štap srebrni” koji ne sadrži svu mudrost prikazuje žezlo ili palicu kojim se služilo u vrijeme tradicionalnog kraljevanja i među visoko rangiranim svećenicima prije pojave nacionalizma i naknadnog pada papinstva u 16. i 17. stoljeću. Moto iskazuje sumnju u to da se Ljubav može pronaći u “peharu zlatnom”. Slika zlatnog pehara odnosi se na kalež koji se podiže uvis kad kršćanski svećenici slave euharistiju. Religijska konotiranost štapa i pehara objašnjavaju nezadovoljstvo državnom crkvom među mnogim romantičarskim autorima, pa tako i Williama Blakea. Takav je tip teološkog otuđenja dosljedan s prevratnim i pobunjeničkim stavovima toga doba. Druga interpretacija tvrdi da srebrni štap i zlatni pehar prikazuju muške i ženske spolne organe. Mudrost je sadržana u muškom organu, dok je Ljubav smještena u ženskom organu. Prema toj interpretaciji štap i pehar iz vječnog stanja prelaze u smrtno i čitatelj primjećuje da autoritativna osoba recitira zbivanja u pjesmi. Važno je upamtiti da je Blake načinio ploču s motom nakon što je načinio prvih pet ploča, a datumi pokazuju da su ploča s motom i šesta ploča nastale u otprilike isto vrijeme. Budući da je Thelin moto naknadno dodan pjesmi, možemo ga povezati s konačnom pločom, pločom 6. Poveznica između krtičine rupe i podzemlja u koje ulazi Thel u posljednjem dijelu pjesme prikazuje različito znanje bića na različitim mjestima. Orao poznaje samo nebo i da bi nešto saznao o rupi mora upitati krticu; isto tako, Thel poznaje samo nevinost i vječnost i mora postati smrtna ako želi upoznati život smrtnika na Zemlji.

## Prvi stihovi
| Engleski izvornik The daughters of Mne Seraphim led round their sunny flocks. All but the youngest; She in paleness sought the secret air. To fade away like morning beauty from her mortal day: Down by the river of Adona her soft voice is heard: And thus her gentle lamentation falls like the morning dew. |  | Prepjev na hrvatski Kćeri Mne Serafima vodile svoja sunčana stada, Sve osim najmlađe; blijeda, tražila tajni vjetrić Da, kao jutarnja ljepota, nestane iz svoga smrtnoga dana: Niz rijeku Adonu zvonki joj odjekuje glas, I ovako njena tužaljka nježna sipi poput jutarnje rose. |

## Priča
Sve su Mne Serafima pastirice u Harovim dolinama osim najmlađe, Thel. Ona provodi vrijeme lutajući i pokušava pronaći odgovor na pitanje koje ju muči: zašto proljeće života neizbježno nestaje i dovodi do kraja svih stvari? Upoznaje Đurđicu (u originalu Lily) koja je pokušava utješiti. Budući da je Thel i dalje bila žalosna, Đurđica joj kaže da upita Oblak. Oblak joj objasni da je dio prirodnih procesa i da nikad ne nestane zauvijek iako ga katkad nema. Thel odgovori da nije poput Oblaka i da se neće vratiti kad nestane. Oblak joj predloži da isto pitanje postavi Crvu. Crv je i dalje dijete i ne može odgovoriti. Umjesto njega odgovara majka Crva, Grumen Ilovače. Grumen odgovara da ne živimo radi sebe nego radi drugih ljudi. Pozove Thel da uđe u njezino podzemno carstvo i vidi mračnu tamnicu mrtvih u kojoj će Thel jednoga dana prebivati. Međutim, Thel napadnu tajanstveni glasovi koji pitaju mnoga još strašnija pitanja o postojanju. Vrisne i pobjegne kući u Harove doline. Rupa prikazuje seks i smrtnost, dok Harove doline prikazuju nevinost i vječnost. Prvi dio pjesme prikazuje dobar dio života, kao u Pjesmama nevinosti, dok završni dio prikazuje život prepun očaja bez ikakvih radosti, kao u Pjesmama iskustva.
Pitanje je "Zašto fizička osjetila čine dušu mračnom tako što ju isključuju od mudrosti i radosti vječnosti?".
Thel je alegorija za nerođenu dušu koja je stekla iskustvo vlastitim otkrićima i koja je odlučila zauvijek ostati nevina.

## Nevinost protiv Iskustva
U Knjizi o Theli Harove doline prikazane su kao edenski raj u kojem se živi u potpunome skladu; svijet u kojem kiša hrani cvijeće, a grumen ilovače hrani tek rođenog crva. Likovi koji prebivaju u tome svijetu vjeruju da “sve što živi ne živi samo i ne živi radi sebe”. Thel želi ući u svijet iskustva i napustiti svoj raj nevinosti. Međutim, čim Thel uđe u svijet iskustva, uplaši ju pomisao na smrtnost i uzaludnost ljudskih bića ako svako djelo vodi k grobu. Moguća interpretacija tog događaja jest da se Thel boji izgubiti svoju nevinost kad uđe u svijet odrasle seksualnosti. Drugim riječima, Thelin strah od odrastanja onemogućuje joj da stvarno živi. Kad pobjegne od svijeta iskustva jer joj se pričini poput njezina nadgrobna spomenika, nesmotreno pobjegne od sama života. William Blake pažljivo je proučavao sukob nevinosti i iskustva i otkrio je da nevinost mora steći uzvišeniji smisao, ono koje se stječe patnjom, koji Thel nikad neće dostići dokle god je zadržava njezin strah od riskiranja. Ideju da Thelin budući život čini tuga i smrt može se promotriti kao još jedan primjer Theline iskrivljene perspektive. Thel iznenađuje njezin sjaj i tvrdi da svijet iskustva izgleda poput “odaje horora”. Pretpostavlja se da Crv sudjeluje u sukobu između nevinosti i iskustva. Crv govori kao poslanik svijeta iskustva, no njegove su riječi Thel nečujne jer Crv nije dio njezina carstva. Crv govori o faličkoj seksualnosti i sigurnoj smrtnosti. Kad se obrati Grumenu Ilovače, nastaje posrednik. Sad je Grumen Ilovače susret nevinosti i iskustva.

## Citati
- "Knjiga o Theli alegorija je za nerođenu dušu koja posjećuje svijet generacije. Thel odbija samopožrtvovne aspekte iskustva i pobjegne nazad k vječnosti. Simboli Đurđice, Oblaka, Crva i Grumena Ilovače prikazuju idealističnu maštovitost, adolescenciju i majčinstvo." —Geoffrey Keynes[9]
- "Knjigu o Theli najbolje možemo razumjeti kao ponovno napisan Miltonov Comus. ... Blake priča istu priču, ali služeći se biološkim nazivljem, ne moralnim." —S. Foster Damon[10]

## Zanimljivosti
- Heavy metal glazbenik Bruce Dickinson snimio je pjesmu "Book of Thel" za svoj album The Chemical Wedding iz 1998. godine.
- Pjesma je nadahnula film Odbačeni iz 1982. godine.[11]